# آی‌ان‌اس ویکرامادیتیا
آی‌ان‌اس ویکرامادیتیا (INS Vikramaditya) ناو پرچمدار نیروی دریایی هند است که در سال ۲۰۱۳ وارد خدمت شد.
این ناو در ابتدا با عنوان باکو ساخته شد و در سال ۱۹۸۷ راه‌اندازی گردید و پس از خدمت در نیروی دریایی شوروی و بعداً در نیروی دریایی روسیه (با عنوان ناو دریاسالار گورشکوف) در سال ۱۹۹۶ در روسیه از رده خارج شد.   این ناو در ژانویه ۲۰۰۴ پس از سال‌ها مذاکره با قیمت نهایی ۲٫۳۵ میلیارد دلار به هند واگذار شد. کشتی تغییر شکل یافته آزمایش‌های دریایی خود را در ژوئیهٔ ۲۰۱۳ و نخستین آزمایش‌های هوانوردی STOBAR را در سپتامبر ۲۰۱۳ به پایان رساند.
ویکرامادیتیا در ۱۶ نوامبر ۲۰۱۳ در مراسمی در سورودوینسک روسیه به خدمت هند گرفته شد. در ۱۴ ژوئن ۲۰۱۴، نخست‌وزیر هند، نارندرا دامودار مودی، به‌طور رسمی آی‌ان‌اس ویکرامادیتیا را به نیروی دریایی هند معرفی کرد و آن را به کشور تقدیم کرد.

## سامانه‌های رزمی
سامانه‌های رزمی روی ناو توسط LESORUB-E، سیستم اطلاعات اقدام به کمک رایانه کنترل می‌شوند که داده‌ها را از حسگرهای کشتی و پیوندهای داده جمع‌آوری می‌کند و آگاهی موقعیتی جامعی ایجاد می‌کند. مجتمع ارتباطی CCS Mk II برای ارتباطات خارجی نصب شده‌است و سیستم دادهٔ تاکتیکی Link II امکان ادغام با عملیات شبکه‌محور نیروی دریایی هند را فراهم می‌کند. سیستم‌های پرتاب و بازیابی مدرن برای جابجایی هواپیماهای مختلف نصب شده‌است - سیستم فرود LUNA برای میگ-۲۹کی و سیستم فرود DAPS برای سی هریرها. سیستم کنترل خودکار ترافیک هوایی Resistor-E نصب شده‌است که به نزدیک شدن، فرود و ناوبری کوتاه‌برد تا فاصلهٔ ۳۰ متری عرشهٔ پرواز به خلبانان کمک می‌کند و همراه با زیرسیستم‌های مختلف دیگر، داده‌های ناوبری و پرواز را برای هواپیماهای حامل کشتی که در فواصل طولانی از ناو کار می‌کنند، فراهم می‌کند.
هنگامی که ویکرامادیتیا تحویل داده شد، هنوز هیچ جنگ‌افزاری در داخل ناو نصب نشده بود، و ناو برای دفاع از خود به گروه جنگی خود وابسته بود. این مشکل در طول تعمیرات کوتاه ناو در آوریل تا ژوئن ۲۰۱۵ اصلاح شد، که به چهار سامانه دفاع نزدیک دریایی ای‌ک-۶۳۰ و یک سیستم موشک سطح‌به‌هوای باراک ۱ مجهز شد. این ناو تا ۴۸ موشک حمل خواهد کرد.
طول عمر مورد انتظار رسمی این ناو ۴۰ سال است و بعید است که حداقل برای یک دهه نیاز به تعمیر اساسی داشته باشد. بیش از ۷۰ درصد کشتی و تجهیزات آن نو هستند و مابقی آن بازسازی شده‌است. کشتی‌سازی Sevmash، که ناو را ارتقا داده‌است، خدمات گارانتی، از جمله تعمیر و نگهداری برای ۲۰ سال آینده را ارائه خواهد کرد.

## گروه هوایی

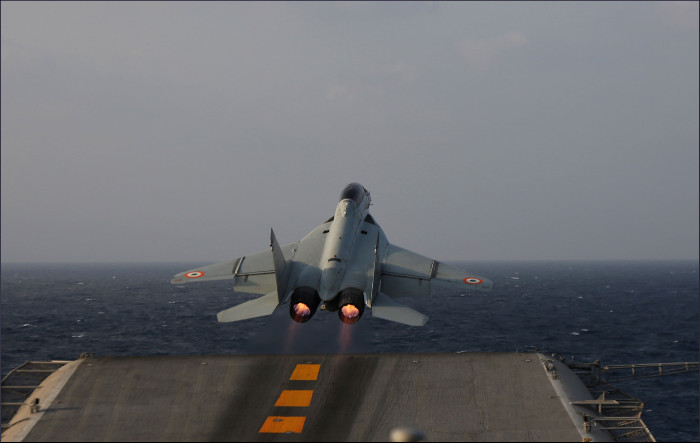
یک میگ-۲۹کی در حال برخاستن از ویکرامادیتیا

ویکرامادیتیا به‌عنوان یک ناو هواپیمابر STOBAR طراحی شده‌است که قادر است هم هواپیماهای معمولی بال ثابت و هم هلیکوپترها را به تعداد حداکثر ۳۴ فروند جابه‌جایی و هدایت کند. نوع اولیهٔ هواپیمای سوار شده آن میکویان میگ-۲۹کی است که یک نسخهٔ دریایی از میکویان میگ-۲۹ام است. میگ-۲۹کی یک جنگنده چندمنظوره پیشرفته برای همهٔ شرایط آب و هوایی است که قادر است هم نقش‌های دفاع هوایی ناوگان، هم نقش‌های حمله در سطح پایین و هم نقش‌های ضدکشتی را بر عهده بگیرد. به نظر می‌رسد که محدودهٔ حمل هواگردها برای این کشتی در حدود ۱۶ تا ۲۴ میگ-۲۹کی و ۱۰ هلیکوپتر کاموف-۳۱ یا Dhruv باشد. با این حال، ویکرامادیتیا نمی‌تواند هواپیماهای AEW با بال ثابت را به‌دلیل پیکربندی خود به‌عنوان یک حامل STOBAR اداره کند. وظایف خدماتی و نگهبانی هواپیما توسط بالگردهای اچ‌ای‌ال چتاک (یا اچ‌ای‌ال دروی) انجام می‌شود.
| اسکادران | نام         | نشان                               | هواپیما          | یادداشت |
| -------- | ----------- | ---------------------------------- | ---------------- | ------- |
| INAS 300 | ببرهای سفید | پرونده:INAS 300 insignia.jpg</img> | میکویان میگ-۲۹کی |         |
| INAS 303 | پلنگ سیاه   | </img>                             | میکویان میگ-۲۹کی |         |
| INAS 321 | فرشتگان     | پرونده:INAS 321 insignia.jpg</img> | اچ‌ای‌ال چتاک      |         |
| INAS 322 | نگهبانان    | </img>                             | اچ‌ای‌ال دروی      |         |
| INAS 330 | هارپون‌ها    | </img>                             | وستلند سی کینگ   |         |
| INAS 339 | شاهین‌ها     | پرونده:INAS 339 insignia.jpg</img> | کاموف-۳۱         |         |